# Vesdre

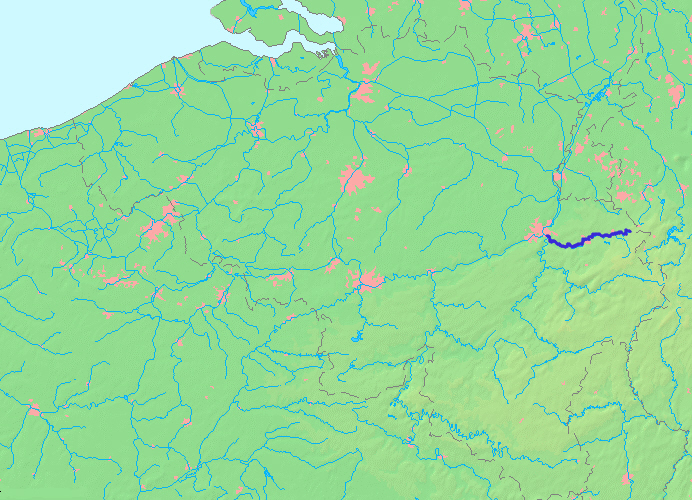
O curso do Vesdre

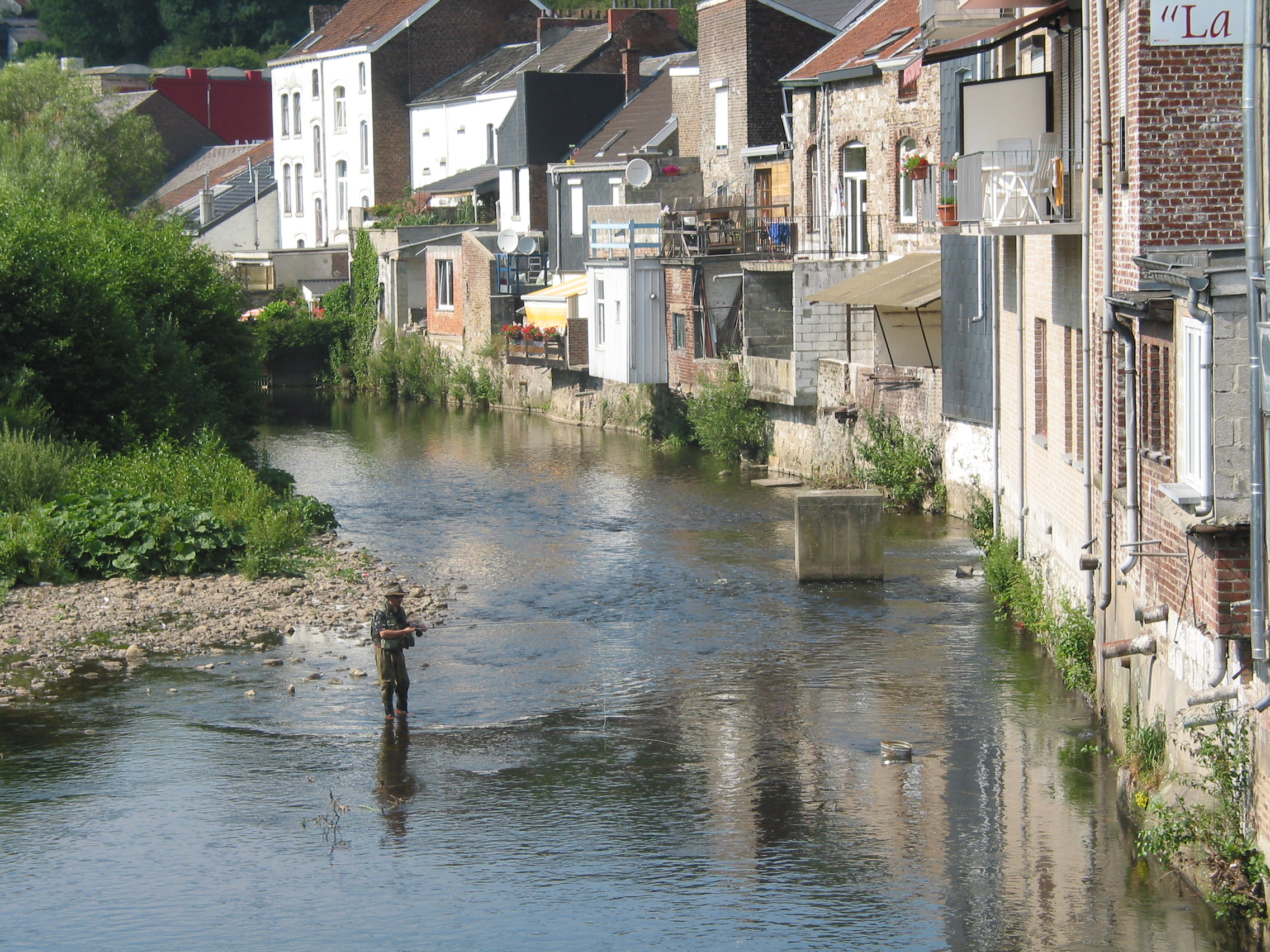
Pescador no rio Vesdre em Limbourg

O Weser (em alemão) ou Vesdre (em francês) é um rio localizado no leste da Bélgica, na província de Liège, e é um afluente direito do rio Ourthe. A sua nascente se localiza em Altos Fagnes, próxima à fronteira da Alemanha, perto de Monschau. Ele corre através de um lago artificial e em meio às cidades de Eupen, Verviers, Pepinster e Chaudfontaine. O Vesdre se encontra com o Ourthe a uns poucos quilometros de Liège. Sua extensão total é de aproximadamente 60 km.
A água do Vesdre tem uma ácidez alta (devido ao paul de Altos Fagnes), a qual o fez muito apropriado para as indústrias texteis ao redor de Verviers. O Vesdre foi a espinha dorsal da indústria de Valônia. Atualmente, a água do Vesdre é mais utilizada como água potável.